# 恰帕耶夫卡河
恰帕耶夫卡河是俄羅斯的河流，屬於伏爾加河的左支流，河道全長298公里，主要流經薩馬拉州，小段流经该州与奥伦堡州的州界，在新古比雪夫斯克附近注入薩拉托夫水庫，河畔城鎮有恰帕耶夫斯克，每年11月至4月結冰。